# Izvoru Rece (Vaideeni), Vâlcea
Izvoru Rece este un sat în comuna Vaideeni din județul Vâlcea, Oltenia, România. Se află in nord-vestul județului Vâlcea, regiunea geografică Oltenia, România.
Satul Izvoru Rece se află la altitudinea de 650 m, fiind situat la poalele Munților Căpățânii. 
 Acest articol despre o localitate din județul Vâlcea este deocamdată un ciot. Puteți ajuta Wikipedia prin completarea lui.